# کیمیا حسینی
کیمیا حسینی (زادهٔ ۷ مرداد ۱۳۸۲) بازیگر اهل ایران است.

## زندگی‌نامه
کیمیا حسینی زادهٔ مرداد ۱۳۸۲ است. وی فعالیت خود را به عنوان بازیگر خردسال با بازی در فیلم جدایی نادر از سیمین آغاز کرد. سپس در آثار کارگردانان دیگری همچون داوود میرباقری و ابراهیم حاتمی‌کیا به ایفای نقش پرداخت.

## فیلم‌شناسی

### سینما
| سال  | نام                    | کارگردان           | نقش   |
| ---- | ---------------------- | ------------------ | ----- |
| ۱۳۹۷ | دوشنبه آخر (نیمه بلند) | نوید نیکخواه آزاد  | عطیه  |
| ۱۳۹۴ | آااادت نمی‌کنیم         | ابراهیم ابراهیمیان | ترگل  |
| ۱۳۹۴ | بادیگارد               | ابراهیم حاتمی کیا  | نسترن |
| ۱۳۹۲ | وروجک‌ها                | فرزاد اژدری        | کیمیا |
| ۱۳۹۲ | خانوم                  | تینا پاکروان       | آذین  |
| ۱۳۹۲ | گنجشکک اشی‌مشی          | غلامرضا رمضانی     | نفس   |
| ۱۳۹۱ | عملیات مهد کودک        | فرزاد اژدری        | فوفو  |
| ۱۳۹۱ | ساکن خانه چوبی         | حسینعلی لیالستانی  | بنفشه |
| ۱۳۹۰ | فرزند خوانده           | تینا پاکروان       | گلنوش |
| ۱۳۸۹ | سلام بر فرشتگان        | فرزاد اژدری        | شادی  |
| ۱۳۸۹ | جدایی نادر از سیمین    | اصغر فرهادی        | سمیه  |

### تلویزیون
| سال  | نام                   | کارگردان         | نقش    |
| ---- | --------------------- | ---------------- | ------ |
| ۱۳۹۸ | سرگذشت                | سیدجمال سیدحاتمی | آوا    |
| ۱۳۹۸ | خانواده دکتر ماهان    | راما قویدل       | پونه   |
| ۱۳۹۳ | تله فیلم رمضان آن سال | فریدون فرهودی    | ریحانه |
| ۱۳۹۲ | تله فیلم مروارید      | روح‌الله حجازی    | معصومه |
| ۱۳۹۱ | به خاطر مونا          | مرتضی کوشایی     |        |

### نمایش خانگی
| سال  | نام    | کارگردان       | نقش    |
| ---- | ------ | -------------- | ------ |
| ۱۳۹۲ | شاهگوش | داوود میرباقری | خورشید |

## جوایز
- خرس نقره‌ای برای بهترین بازیگر زن به‌طور مشترک با لیلا حاتمی، ساره بیات و سارینا فرهادی از شصت و یکمین جشنواره بین‌المللی فیلم برلین برای فیلم «جدایی نادر از سیمین»[۴]